# 哈尔滨高新技术产业开发区
哈尔滨高新技术产业开发区位于黑龙江省哈尔滨市，是1991年3月经国务院批准建立的国家高新技术产业开发区，面积23.9平方公里。

## 历史沿革
- 1998年：经中共黑龙江省委、省人民政府批准建立哈尔高新技术产业开发区
- 1991年3月：经国务院批准，哈尔滨高新技术产业开发区晋升为国家级高新区
- 2001年12月：哈高新区和哈经开区管理机构合并
- 2009年11月：哈高新区和哈经开区管理机构分设[2]